# 新聖書講解シリーズ
新聖書講解シリーズ(しんせいしょこうかいシリーズ)はいのちのことば社より刊行された聖書注解書のシリーズの一つである。
1982年から1983年にかけて新約聖書シリーズ12巻、1987年から1989年にかけて旧約聖書シリーズ19巻が刊行された。
日本のプロテスタント福音派教会は「信徒に聖書を学ぶ喜びと、欲求を与え、聖書の真理に根ざした信仰を養い育てる」という目的のもとに刊行された、『新聖書注解』に続く聖書注解書である。従来の注解書に対して、現代の状況においての解き明かしと、生活の場での聖書の実践を目的とした講解書の形をとっている。福音派の著名な神学者、牧師、伝道者、説教者ら51人が執筆している。

## 常任編集委員(新約)
- 泉田昭
- 宇田進
- 山口昇

## 新約聖書
- 第1巻 - マタイの福音書(山口昇)
- 第2巻 - マルコの福音書(泉田昭)
- 第3巻 - ルカの福音書(鈴木英昭)
- 第4巻 - ヨハネの福音書(村上久)
- 第5巻 - 使徒の働き(村上宣道)
- 第6巻 - ローマ人への手紙(安田吉三郎)
- 第7巻 - コリント人への手紙第1(野口誠)、コリント人への手紙第2(石井正治郎)
- 第8巻 - ガラテヤ人への手紙(後藤喜良)、エペソ人への手紙(佐布正義)、ピリピ人への手紙(朝岡茂)、コロサイ人への手紙(内田和彦)
- 第9巻 - テサロニケ人への手紙第1(木下奉子)、テサロニケ人への手紙第2(国吉守)、テモテへの手紙第1(小助川次雄)、テモテへの手紙第2(田村幸三)、テトスへの手紙(堀越暢治)、ピレモンへの手紙(蔦田公義)、
- 第10巻 - ヘブル人への手紙(宇田進)、ヤコブの手紙(有賀喜一)
- 第11巻 - ペテロの手紙第1(宮村武夫)、ペテロの手紙第2(櫛田節夫)、ヨハネの手紙第1(井戸垣彰) 、ヨハネの手紙第2、ヨハネの手紙第3(三橋萬利)、ユダの手紙(井上温章)
- 第12巻 - ヨハネの黙示録(久保田周)

## 旧約聖書
- 第1巻 - 創世記（坂野慧吉）
- 第2巻 - 出エジプト記（小山田格）
- 第3巻 - レビ記・民数記（山崎順治）
- 第4巻 - 申命記（宮村武夫）
- 第5巻 - ヨシュア記・士師記・ルツ記（岡本昭世）
- 第6巻 - サムエル記（久利英二）
- 第7巻 - 列王記（舟喜信）
- 第8巻 - 歴代誌（下川友也）
- 第9巻 - エズラ記・ネヘミヤ記・エステル記（勝原忠明、工藤弘雄）
- 第10巻 - ヨブ記（清水武夫）
- 第11巻 - 詩篇 1-72篇（富井悠夫）
- 第12巻 - 詩篇 73-150篇（石黒則年）
- 第13巻 - 箴言・伝道者の書・雅歌（鍋谷尭爾ほか）
- 第14巻 - イザヤ書（鈴木昌）
- 第15巻 - エレミヤ書・哀歌（服部嘉明）
- 第16巻 - エゼキエル書（鷹取裕成）
- 第17巻 - ダニエル書（千田次郎）
- 第18巻 - ホセア・ヨエル・アモス・オバデヤ・ヨナ・ミカ（安田吉三郎、三木富美子）
- 第19巻 - ナホム・ハバクク・ゼパニヤ・ハガイ・ゼカリヤ・マラキ（渋谷敬一、森文彦）